# Pałac w Rzucewie
Pałac w Rzucewie – zabytkowy pałac w miejscowości Rzucewo.
Budowę w Rzucewie rezydencji szlacheckiej wiąże się tradycyjnie z Janem Wejherem, który był właścicielem majątku w latach 1597–1626. Ówczesny pałac był zbudowany w konstrukcji drewnianej wypełnionej cegłą, a dach pokryty był dachówką. W czasach, gdy Rzucewo należało do Sobieskich po 1685 roku powstał nowy barokowy pałac. W latach 1769–1772 Ignacy Przebendowski rozebrał oba pałace i zbudował nową rezydencję w stylu rokokowym. 
Obecny pałac jest częścią zespołu pałacowo-folwarcznego z lat 1840-1845 rodziny von Below, w skład którego wchodzą:
- pałac neogotycki
- park z aleją lipową „Aleja Sobieskiego” z około 1700 r.
- kaplica grobowa z 1860 r.
- domek ogrodowy z drugiej poł. XIX w.
- folwark z XVIII-XIX w.:
  - spichrz
  - stajnia
  - chlewnia z 1890[3].